# 레디 스톱 영화상
레디 스톱 영화상 (Ready Stop Film Award)은 한해 발표된 한국 영화 중에서 부문별로 최악의 영화ㆍ배우 등을 선정해 발표하는 대안 영화상을 말한다. 촬영에 들어간다는 슛사인 '레디 고'를 패러디한 '레디 스톱'이라는 이름을 지었는데, 역설적으로 한국 영화의 발전을 기원한다는 의미에서 기획 개최한다. 안티 아카데미상인 미국의 골든 라즈베리상을 본뜬 영화상이다.
골든 라즈베리상의 '영화를 다시 살펴보고, 흥행과 영화의 의미나 현재 영화 산업에 대한 비판과 진정한 의미를 되새겨 본다'는 취지와 맞닿아 있는 한국 영화의 올바른 흐름을 살펴보자는 취지를 가지고 레디 스톱 영화상은 2001년 처음 개최되었다. 레디 스톱 영화상은 한해 발표된 한국 영화 중에서 각 부문별로 최악의 영화와 최악의 배우 등을 선정해 발표하는데, 네티즌들의 투표에 의해 각 부문별 후보작을 뽑은 후 레디 스톱 영화상 사무국 관계자들이 수상작을 최종 결정한다. 하지만 2003년 3회까지 개최된 후 그 이후의 소식은 들을 수가 없게 되었다.
최악의 작품상으로 1회에는 《비천무》, 2회에는 《조폭 마누라》, 3회에는 《긴급조치 19호》가 선정되었다. 그 외에도 책읽기 연기를 한 배우들에게 '훈민정음상'과 작가주의 영화에게 호들갑을 떠는 영화 매체들을 풍자하는 '혹세무민상' 등이 유명하다.
이와 비슷한 영화상으로는 딴지일보가 주도한 '토룡 영화상'이 있다.